# Roman Kwiatkowski (sportowiec)
Roman Kwiatkowski (ur. 19 maja 1995) – polski biegacz średnio- i długodystansowy.
Zawodnik klubu OKS Start Otwock. Brązowy medalista halowych mistrzostw Polski w biegu na 1500 metrów (2016 i 2017) i biegu na 3000 metrów (2017).
Mistrz Polski juniorów w biegu na 1500 metrów (2014), halowy wicemistrz Polski juniorów w biegu na 800 metrów (2014).
Wybrane rekordy życiowe: 1500 metrów - 3:43,12 (2017), 2000 metrów (hala) - 5:13,90 (2017), 3000 metrów - 8:08,52 (2017).